# 李毓中
李毓中是目前任教於國立清華大學的歷史學教授，主要研究領域為西班牙海上發展史、近世中國東南亞區域史、菲律賓史與早期臺灣史，包括但不限於海洋史、季風亞洲史、大航海時代、台灣荷西時期、中南美洲史。致力於17世紀時的古代文獻手稿，連結台灣雞籠、淡水原住民，婆羅洲的汶萊、摩鹿加群島、中南半島的暹邏、柬埔寨等地區，描繪原住民在季風亞洲貿易圈及東亞海域多元文化的風土民情概況。如與連金發、陳宗仁及西班牙學者José Luis Ortigosa合作解讀菲律賓聖多瑪斯大學檔案館藏《漳州話語法》(Vocabulario de la Lengua Chio Chiu)，了解當時語言的使用與發音，並接受中央廣播電台專訪。上述研究於2019年與在西班牙巴塞隆納大學發現的「西班牙─閩南語辭典」之手稿研究一同複製出版，內容記載西班牙語、閩南語與官話對照，並包含南島原住民族語詞彙，對於了解大航海時期東南亞的華人移民有重要貢獻。2023年7月4日，李毓中所率領之研究團隊以「兩個帝國語言的首次接觸：第一次全球化時期中國東南沿海的漢語—西班牙語—閩南語手稿」為主題，獲「第一屆索里亞公爵國際西班牙語學研究講座」首獎。

## 著作
- 《印加與西班牙的交錯：從安地斯社會的轉變，看兩個帝國的共生與訣別》專書導讀文

### 繪本
- 李毓中著，《穿越時空的中式帆船: 從出航、水下考古到一座想像的博物館》，台北：南天書局，2010。
- 李毓中著，《西班牙人在艾爾摩莎》，台北：南天書局，2009。[11]

### 期刊論文
- 〈Antonio Pérez一個華人雇傭兵與十六世紀末西班牙人在東亞拓展〉，《漢學研究》，34(1)，2016，頁123-152。
- 李毓中、季鐵生，〈圖像與歷史：西班牙古地圖與古畫呈現菲律賓華人生活（1571-1800）〉，《第九屆中國海洋發展史論文集》，臺北：中央研究院中山人文社會科學研究所，2005，頁437-477。
- 〈《印地亞法典》中的生理人：試論西班牙統治菲律賓初期有關華人的法律規範〉，《第八屆中國海洋發展史論文集》，臺北：中央研究院中山人文社會科學研究所，2002，頁327-380。
- 〈菲律賓近代經濟的肇始：荷西.巴斯克總督及其經濟發展計劃（1778-1787）〉，《東南亞的變貌》，臺北：中央研究院東南亞區域研究計畫，2000，頁121-152。
- 〈「太平洋絲綢之路」研究的回顧與展望〉，《新史學》10卷2期（1999.6），頁145-169。THCI。
- 〈明鄭與西班牙帝國：鄭氏家族與菲律賓關係初探〉，《漢學研究》16卷2期（1998.12），頁29-59。THCI。
- “Una discusión sobre las relaciones entre Filipinasy China en el siglo XIX a partir de los datos sobre laLoteria de Luzon,” VII Jornadas Nacionales de Hisotoria Militar: El lejano oriente Español－Filipinas en S. XIX, Sevilla: Region Militar Sur, 1997, pp. 247-260.
- 〈理解與想像：中國人、葡萄牙人與西班牙人建構的十六世紀東亞世界〉，《明清時期的中國與西班牙》，澳門，澳門理工學院中西文化研究所，2009，頁16-32。
- 〈西班牙人在艾爾摩莎〉，《艾爾摩莎﹕大航海時代的臺灣與西班牙特展專刊》，臺北：臺灣博物館，2006，頁69-79。
- 李毓中、季鐵生，〈西班牙殖民時期北臺灣人文景觀之建構〉，呂理政主編，《帝國相接之界：西班牙時期臺灣相關文獻及圖像論文集（La Frontera entre Dos Imperios: las fuentes y las imagenes de la época de los españoles en Isla Hermosa）》，臺南：國立臺灣歷史博物館籌備處、塞維亞大學、南天出版社，2006，頁159-177。
- 〈從大航海時代談起﹕西班牙人在淡水〉，《揭開紅毛城四百年歷史﹕淡水紅毛城修復暨再利用國際學術研討會論文集》，臺北：臺灣縣立淡水古蹟博物館，2005，頁7-20。
- 李毓中、許壬馨，〈由西班牙人所製古地圖看早期臺灣的港口與海域〉，《臺灣文獻》第54卷3期（2003.9），頁41-58。
- 〈北向與南進：西班牙東亞殖民拓展政策下的菲律賓和臺灣（1565-1642）〉，《曹永和先生八十秩壽論文集》，臺北：樂學書局，2001，頁31-48。
- 〈西班牙與臺灣早期關係史研究回顧與展望（1565-1683）〉，《臺灣文獻》52卷3期（2001.9），頁357-371。

### 專書
- 李毓中、陳宗仁、Regalado Trota José、José Caño Ortigosa著，《Hokkien Spanish Historical Document Series I 閩南: 西班牙歷史文獻叢刊一》，新竹：國立清華大學出版社，2019。[4][5]
- 李毓中譯著，《臺灣與西班牙關係史料匯編（一）》，南投：國史館臺灣文獻館，2008。
- 李毓中、吳孟真譯著，《西班牙人在臺灣1626-1642》，南投：國史館臺灣文獻館，2006。
- 林玉茹、李毓中，《臺灣史研究入門》，東京：汲古書院，2004。
- 林玉茹、李毓中，《戰後臺灣的歷史研究（1945-2000）第七冊：臺灣史》，臺北：國家科學委員會，2004。
- 《菲律賓史》，埔里：暨南大學東南亞研究中心，2003。

### 學術及史料報導
- 陳宗仁, 李毓中, 陳巧穎, 略述巴塞隆納大學所藏《漳州話語法》, 《閩南—西班牙歷史文獻叢刊》, 2018。
- 〈西班牙、菲律賓、墨西哥及葡萄牙所藏早期臺灣史料概況〉，《國際漢學》第十四輯（2006.5），頁165-184。
- 〈墨西哥及菲律賓所藏有關臺灣之西班牙文史料概況〉，《漢學研究通訊》77期（2001.2），頁58-64。
- 〈西班牙、葡萄牙兩國所藏有關耶穌會在中國活動的史料〉，《漢學研究通訊》75期（2000.8），頁398-405。
- 〈西班牙、葡萄牙兩國檔案館所藏有關臺灣史料的介紹〉，《臺灣史研究》5卷2期（1999.12），頁135-146。THCI。
- 〈西班牙外交部總檔案館所藏有關菲律賓史料概況與目錄〉，《東南亞區域研究通訊》9期（1999.12），頁126-139。

### 書評
- 〈《遠東伊比利亞史之研究：方法及其問題現況》有關東南亞史研究史料之評介〉，《東南亞區域研究通訊》3期（1997.12），頁74-77。

## 演講
- 2017年10月19日：前進美麗島，找尋「金」、「銀」島，國立清華大學[12]
- 2020年11月10日：邊陲中的邊陲－西班牙人與荷蘭人在基隆與淡水(1626-1662)，淡江大學[13]

## 得獎
- 《穿越時空的中式帆船：從出航、水下考古到一座想像的博物館》
  - 入圍2011年第35屆金鼎獎童書及青少年讀物人文項
  - 入選2010年第59梯次知識性讀物組「好書大家讀」
  - 入選新聞局第33次「中小學生優良課外讀物推介書單」

- 《香料、葡萄牙人、西班牙人與艾爾摩莎》
  - 2008年獲新聞局第32屆金鼎獎兒童及少年圖書類個人獎最佳著作人獎
  - 入選2008年第53梯次知識性讀物組「好書大家讀」
  - 入選新聞局第30次「中小學生優良課外讀物推介書單」

- 《西班牙人在艾爾摩莎》
  - 入圍2007年第31屆金鼎獎童書及青少年讀物人文項

## 外部連結
- 國立清華大學歷史所-李毓中 （页面存档备份，存于）